# Serafiel
Serafiel (Hebreo שׂרפיאל, cuyo significado es "Príncipe de la Alta Orden Angélical") es el nombre de un ángel en la escritura apócrifa del Libro de Enoc.
Protector de Metatron, Serafiel tiene el rango más alto de los serafines con los siguientes directamente debajo de él, Jehoel. Aparentemente en algunos textos, se refieren a él como el Ángel de Silencio. Con el mismo nombre de jefe de los serafines, uno de los tantos para quienes se reclama este cargo, Serafiel es uno de los ocho ángeles jueces y un príncipe de la Merkabá. En el Tercer Libro de Enoc, Serafiel se describe como un ángel enorme y brillante, tan alto como los siete cielos, con un rostro como el de los ángeles y un cuerpo como el de las águilas. Es hermoso como un relámpago y como la luz de la mañana. Como jefe de los serafines, está comprometido con el cuidado de los mismos y les enseña canciones para cantar para la glorificación de Dios (Según la teología cristiana, los serafines rodean el trono de Dios y están en constante alabanza cantando el trisagio hebreo «Kadosh, Kadosh, Kadosh»). En la tradición mágica, Serafiel es uno de los gobernantes del día martes y también del planeta Mercurio. Se le invoca desde el norte.
Israfil probablemente podría ser su contraparte en el Islam, uno de los Arcángeles y un ángel de la música con un nombre similar y con el mismo significado.